# Ódor Ferenc
Ódor Ferenc (Kecskemét, 1954. november 22. –) magyar állatorvos, politikus; 1998. június 18. és 2014. május 5. között a Fidesz – Magyar Polgári Szövetség országgyűlési képviselője.

## Családja
Felesége dr. Zelenák Katalin. Két lányuk van (Ódor Katalin és Ódor Cseperke), mindkettő jogász.

## Életrajz

### Tanulmányai
Középiskolai tanulmányait Baján végezte el. 1978-ban az Állatorvostudományi Egyetemen állatorvos végzettséget szerzett.

### Munkássága
1979-ben kezdett el dolgozni Hidasnémetiben, körzeti állatorvosként. A székhely 1980-ban átkerült Garadnára.
2013. január 1-jétől 2018-ig az Encsi Járási Hivatal hivatalvezetője. Hivatali esküjét 2012. december 17-én tette le Budapesten a Millenárison. Az új összeférhetetlenségi törvény elfogadását követően a 2014. évi országgyűlési választáson nem indult országgyűlési képviselői mandátumért, megtartotta járásvezetői tisztségét. Ódort hivatali kenőpénz elfogadása vádjával tartóztatták le 2018. december 19-én. Azonnali hatállyal felfüggesztették tisztségéből.

### Politikai pályafutása
1990-ben Garadna független polgármesterévé választották, majd 1994-ben és 1998-ban is újraválasztották, immár Fideszes színekben. 2002 és 2006 között Garadna alpolgármestere, 2006 és 2010 között Garadna helyi önkormányzatának a tagja volt.
1998 és 2010 között a Borsod-Abaúj-Zemplén Megyei Önkormányzat megyei közgyűlésének tagja volt, ezen belül 1998 és 2002, illetve 2006 és 2010 között a közgyűlés elnöki tisztségét is betöltötte.
Települési és megyei szintű közéleti szerepvállalásán felül 1998. június 18. és 2014. május 5. között a Fidesz – Magyar Polgári Szövetség országgyűlési képviselője is volt. Összes felszólalásainak száma 124, a technikai megszólalásainak a száma 2.
2003-ban a Fidesz – Magyar Polgári Szövetség Borsod-Abaúj-Zemplén megyei szervezetének elnökévé választották meg, az elnöki tisztségben Répássy Róbertet váltotta, aki a parlamenti tevékenysége miatti leterheltsége okán mondott le a megyei szervezet elnöki pozíciójából. Répássy Róbert akkor úgy nyilatkozott a váltásról, hogy Ódor Ferenc személyében olyan politikust választott a megyei választmány, aki „mind a közéletben, mind a Fideszben megfelelő tekintéllyel bír”.

## Díjak, kitüntetések
- A Magyar Köztársasági Érdemrend tisztikeresztje /polgári tagozat/ (2000)[11]